# Капитулация от Казерта
Капитулацията от Казерта е частичната безусловна капитулация на германските сили в Италия в края на Втората световна война.
Документът за капитулацията е подписан Кралския дворец в Казерта на 29 април 1945 година и влиза в сила на 2 май. Той слага край на Италианската кампания, както и на марионетната Италианска социална република.